# 施塔弗尔湖畔塞豪森
施塔弗尔湖畔塞豪森是德国巴伐利亚州的一个市镇。总面积15.71平方公里，总人口2491人，其中男性1245人，女性1246人（2011年12月31日），人口密度159人/平方公里。
施塔弗尔湖畔塞豪森是个美丽的城镇，在阿尔卑斯山前。施塔弗尔湖畔塞豪森附近的施塔费尔湖中有七个小岛， 是整个小镇的掌上明珠。小镇有丰富的传统，每个夏天镇上的人们会在湖边组织各种各样的活动。小镇本身拥有非常多的老式建筑，以及巴洛克教堂（St. Michael 圣米歇尔教堂）。 你将会在这里找到最好的地区性建筑，"Reindel house". 这栋建筑在1734年建造，由 Matthaus Rieger先生建造， 同时他也建造了圣米歇尔教堂。